# Bianca Toccafondi
Pour les articles homonymes, voir Toccafondi.
 (juillet 2025).
Si vous disposez d'ouvrages ou d'articles de référence ou si vous connaissez des sites web de qualité traitant du thème abordé ici, merci de compléter l'article en donnant les références utiles à sa vérifiabilité et en les liant à la section « Notes et références ».
Bianca Toccafondi, née le 27 mai 1922 à Florence dans la région de la Toscane et morte le 23 janvier 2004 à Monterotondo dans la région du Latium en Italie, est une actrice italienne.
Lauréate du prix Flaiano pour l'ensemble de sa carrière théâtrale en 2002, elle est principalement connue en Italie pour ses rôles au théâtre et à la télévision.

## Biographie
Bianca Toccafondi naît à Florence en 1922. Fille d'un décorateur travaillant au Teatro della Pergola, elle grandit dans l'univers du théâtre et étudie l'art dramatique dans la cité du lys. Elle s'installe en 1942 à Rome ou elle commence une carrière d'actrice au théâtre, jouant notamment aux côtés de Giorgio Albertazzi, Anna Proclemer, Renzo Ricci, Tino Buazzelli, Tino Carraro et Turi Ferro.
Dans les années 1950, elle apparaît dans de nombreuses pièces de théâtre diffusés à la télévision italienne sous la forme de téléfilms. En 1954, elle tient l'un des principaux rôles de la première production originale réalisé pour la télévision italienne, le téléfilm La domenica di un fidanzato de Mario Ferrero (it), commandé et diffusé par la Rai.
A la fin des années 1950, elle prend part à des adaptations de pièces d'Eugene O'Neill, Plaute et Eschyle avec pour partenaires Renzo Ricci, Eva Magni (it) et Lina Volonghi. En 1962, elle rejoint la compagnie de Gianni Santuccio (it) et joue notamment une pièce de Gerolamo Rovetta (it) à ses côtés.
Elle se marie ensuite avec le comédien Giuliano Esperati et enseigne un temps l'art dramatique, tout en continuant à se produire comme actrice au théâtre et de manière épisodique à la télévision, ou elle obtient plusieurs rôles secondaires dans divers téléfilms et séries télévisées au cours des années 1960 et 1970. Elle incarne notamment en 1971 la noble italienne Isabelle d'Este dans la série télévisée Léonard de Vinci (La vita di Leonardo Da Vinci) de Renato Castellani et tient l'un des principaux rôles de la mini-série Jekyll de Giorgio Albertazzi qui est réalisé d'après le roman L'Étrange Cas du docteur Jekyll et de M. Hyde (Strange Case of Dr Jekyll and Mr Hyde) de Robert Louis Stevenson.
Au cinéma, elle apparaît pour la première fois en 1970 en jouant dans la comédie dramatique Gradiva de Giorgio Albertazzi aux côtés de Laura Antonelli, Peter Chatel et Albertazzi lui-même. Elle obtient ensuite en 1975 et 1976 deux rôles secondaires dans des films de série B italiens et effectue un éphémère retour en 1998 dans le premier et unique film de Claudio Bigagli.
En 2002, elle reçoit le prix Flaiano pour l'ensemble de sa carrière théâtrale.
Elle décède en 2004 à Monterotondo dans la région du Latium l'âge de 81 ans.

## Filmographie

### Au cinéma
- 1970 : Gradiva de Giorgio Albertazzi
- 1975 : L'infermiera di mio padre de Mario Bianchi
- 1976 : Il gatto dagli occhi di giada d'Antonio Bido
- 1998 : Il guerriero Camillo de Claudio Bigagli

### À la télévision

#### Séries télévisées
- 1965 : Oblomov de Claudio Fino (it)
- 1967 : Les Fiancés (I promessi sposi) de Sandro Bolchi, un épisode
- 1967 : Sheridan: Squadra omicidi, un épisode
- 1969 : Jekyll de Giorgio Albertazzi
- 1969 : Gioacchino Rossini
- 1971 : I racconti di padre Brown, un épisode
- 1971 : Léonard de Vinci (La Vita di Leonardo Da Vinci) de Renato Castellani

#### Téléfilms
- 1954 : La domenica di un fidanzato de Mario Ferrero (it)
- 1954 : Così è (se vi pare) de Mario Landi
- 1954 : Delitto e castigo de Franco Enriquez (it)
- 1954 : La maschera e il volto de Claudio Fino (it)
- 1954 : Mi sono sposato de Silverio Blasi
- 1955 : Liliom d'Alessandro Brissoni (it)
- 1955 : Un marito ideale de Sandro Bolchi
- 1963 : L'immagine de Claudio Fino (it)
- 1968 : Anna dei miracoli de Davide Montemurri (it)
- 1975 : L'amico delle donne de Davide Montemurri (it)

## Prix et distinctions
- Prix Flaiano en 2002 pour l'ensemble de sa carrière théâtrale.